# Martje Thalmann

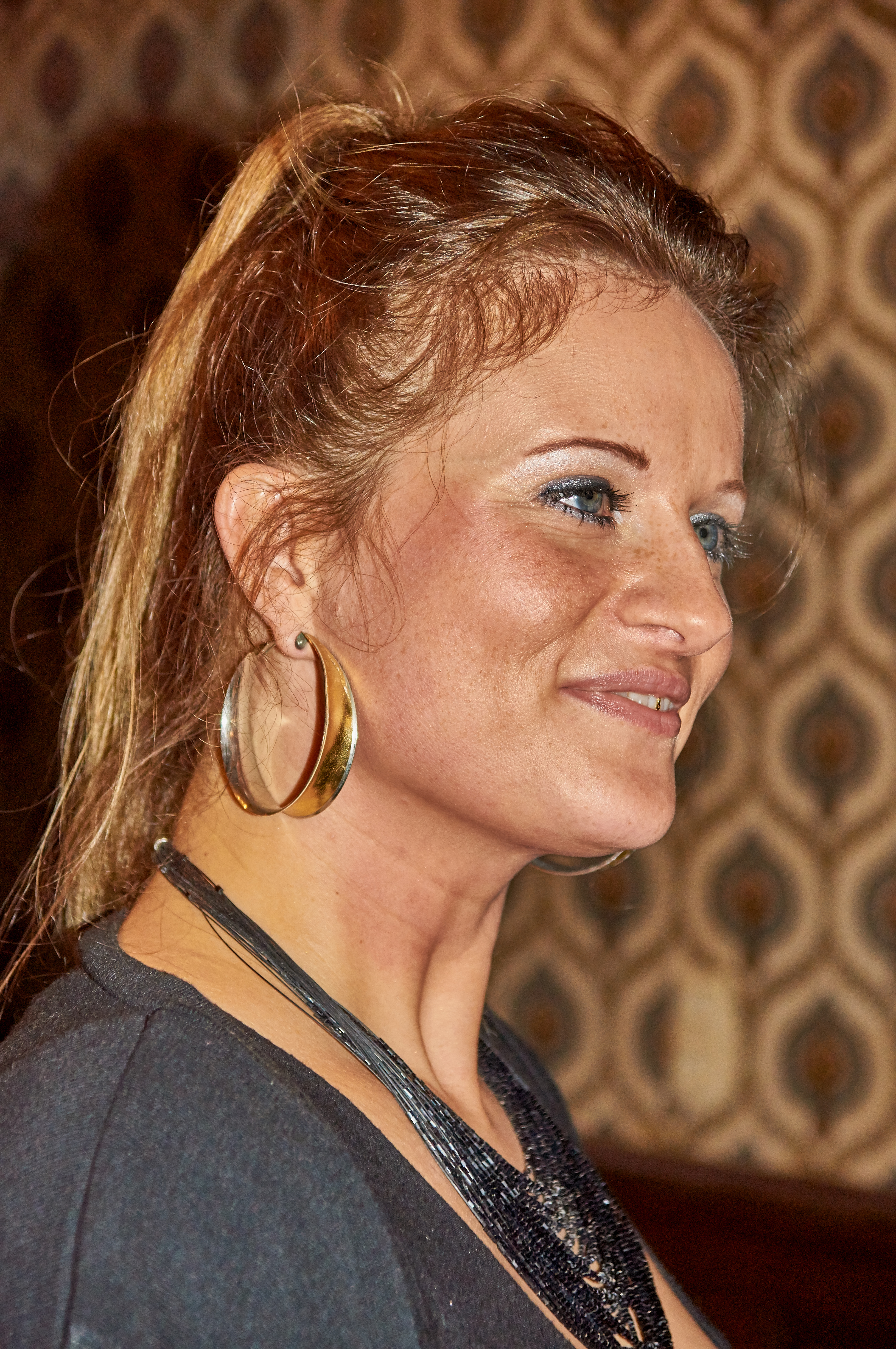
Martje Thalmann (2015)

Martje Thalmann, geborene Saljé (* 17. Oktober 1980 in Bremen) ist eine deutsche Türmerin. Sie ist seit Januar 2014 auf der St.-Lamberti-Kirche in Münster tätig und eine von derzeit mindestens drei weiblichen Türmern in Deutschland – die beiden anderen sind auf dem Blauen Turm in Bad Wimpfen und in der Paul-Gerhardt-Kirche in Lübben tätig. Martje Thalmann ist in Münster die erste Frau in diesem Amt, seit 1383 auf St. Lamberti ein Türmer dokumentiert wurde.

## Biografie
Martje Saljé verbrachte einen Teil ihrer Kindheit in Norwegen. Sie studierte an der Universität Oldenburg Geschichte sowie Musik und beherrscht mehrere Instrumente (Klavier, Gitarre, Kontrabass, Flöte, Laute, Akkordeon und Cello). Bis zu ihrem Amtsantritt in Münster arbeitete sie in Museen und Archiven, als Lehrerin und als Musikerin. Mit ihrer Bewerbung um die Stelle als Städtische Türmerin der Stadt Münster setzte sie sich gegen 46 Mitbewerberinnen und Mitbewerber durch. Als Türmerin ist sie seit Januar 2014 mit einer halben Stelle im Öffentlichen Dienst tätig. Außerdem hat sie wechselnde Nebenbeschäftigungen.

## Dienst als Türmerin

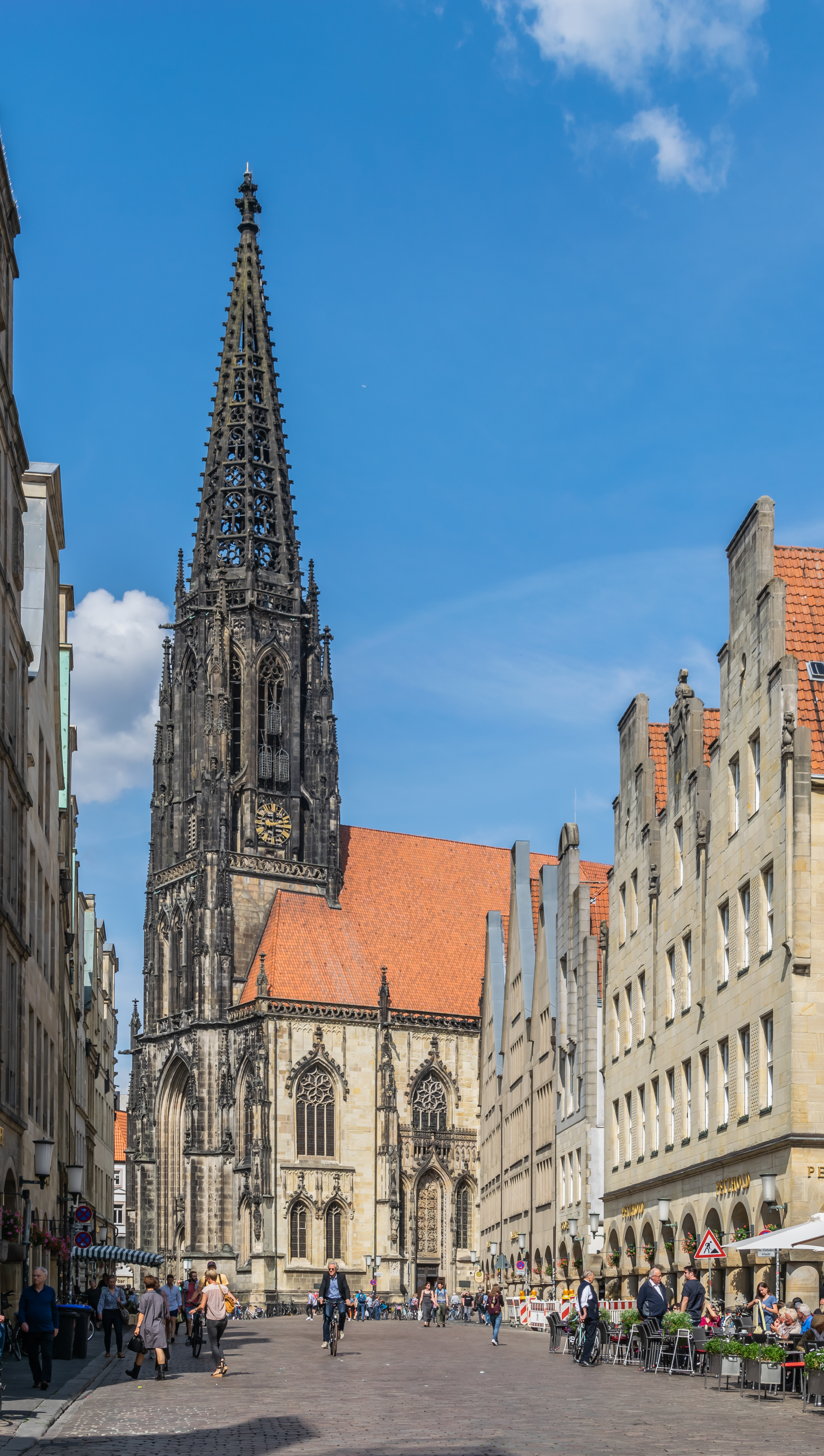
Lamberti-Kirche und Prinzipalmarkt

Der Dienst von Martje Thalmann beginnt täglich außer dienstags um 20:30 Uhr; 300 Stufen führen zum Türmerzimmer. Zu Beginn meldet sich die Türmerin bei der Feuerwehr. Zwischen 21 Uhr und Mitternacht bläst sie jede halbe Stunde ein Türmer-Horn. Das Instrument aus dem Jahre 1950 ist der Nachbau des Instruments aus dem 16. Jahrhundert und erzeugt nur einen Ton, ein tiefes C. Das akustische Zeitsignal wird jeweils in drei Himmelsrichtungen gegeben, jedoch nicht nach Osten – einer Legende nach, weil sich dort früher ein Friedhof befunden habe und die Ruhe der Toten nicht gestört werden soll. Andere Legenden sprechen von einem reichen Mann, der in östlicher Richtung wohnte und seine Ruhe haben wollte.
Die Hornklänge der Türmerin zeigen traditionell an, dass es weder Gefahr durch Feuer in der Stadt gibt noch sich Feinde nähern. Dann spielt sie lange Töne, nach Uhrzeit unterschiedlich. Thalmann meldete schon mehrfach Brände, die sie früh vom Turm erkennen konnte. In solchen Fällen verständigt sie zunächst die Feuerwehr und bläst dann als Alarmsignal mehrere Staccato-Folgen hintereinander.
Zum Dienst der Türmerin gehören zudem Interviews mit Medienvertretern, Vorträge vor Vereinen und Institutionen, Recherche zur Stadtgeschichte und Betreuung ihrer Internetauftritte.